# Jeremy Thorpe
John Jeremy Thorpe, född 29 april 1929 i London, död 4 december 2014 i London, var en brittisk politiker och jurist. Han var parlamentsledamot för North Devon från 1959 till 1979 och som ledare för Liberal Party från 1967 till 1976. I maj 1979 ställdes han inför rätta på Old Bailey, anklagad för konspiration och anstiftan till mord på sin före detta pojkvän Norman Scott. Thorpe frikändes på alla åtalspunkter, men fallet, och uppståndelsen kring det, avslutade hans politiska karriär.
Thorpe var son och sonson till konservativa parlamentsledamöter, men bestämde sig för att ansluta sig till det lilla och krisdrabbade liberala partiet. Efter att ha studerat juridik vid Oxfords universitet blev han en av liberalernas starkast lysande stjärnor på 1950-talet. Han kom in i parlamentet vid 30 års ålder, gjorde sig snabbt ett namn och valdes till partiledare 1967. Efter en osäker start under vilken partiet tappade mark utnyttjade Thorpe den växande impopulariteten för både Konservativa partiet och Labourpartiet, och kunde leda liberalerna genom en period av valframgångar. Detta kulminerade i parlamentsvalet i februari 1974, då partiet fick 6 miljoner röster av cirka 31 miljoner, vilket under first-past-the-post-valsystemet enbart gav 14 parlamentsledamöter, men då inget parti vann egen majoritet fick Thorpe ändå en stark position. Han erbjöds en ministerpost av den konservative premiärministern Edward Heath om han ville få in liberalerna i en koalition. Hans pris för en sådan överenskommelse, en reform av valsystemet, avvisades av Heath, som avgick till förmån för en Labourregering i minoritet.
Valet i februari 1974 blev höjdpunkten i Thorpes karriär. Därefter dalade hans och hans partis framgångar, särskilt från slutet av 1975 då ryktena om hans inblandning i en komplott för att mörda Norman Scott började mångdubblas. Thorpe avgick som partiledare i maj 1976 när hans position blev ohållbar. När ärendet togs upp i rätten tre år senare valde Thorpe att inte vittna för att undvika att bli korsförhörd av åklagarsidan. Detta lämnade många frågor obesvarade. Trots sitt frikännande blev Thorpe misskrediterad och återvände inte till det offentliga livet. Från mitten av 1980-talet var han handikappad av Parkinsons sjukdom. Under sin långa pensionering återvann han gradvis sitt partis tillgivenhet, och vid sin död hedrades han av en senare generation ledare, som uppmärksammade hans meriter som internationalist, anhängare av mänskliga rättigheter och motståndare till apartheid och alla former av rasism.

## Familj och tidig barndom
Thorpe föddes i South Kensington, London, den 29 april 1929. Hans far var John Henry Thorpe, en advokat och politiker som var konservativ parlamentsledamot för Manchester Rusholme mellan 1919 och 1923. Hans mor Ursula Norton-Griffiths (1903–1992) var dotter till en annan konservativ parlamentsledamot, Sir John Norton-Griffiths, allmänt känd som "Empire Jack" på grund av sin passionerade imperialism. Familjen Thorpe hävdade släktskap med avlägsna förfäder som bar namnet, inklusive Sir Robert Thorpe, som var lordkansler en kort tid 1372, och Thomas Thorpe, som var talman i underhuset 1453-54. Det finns inga direkta bevis för någon koppling mellan dessa figurer och Jeremy Thorpes familj.
De mer sentida Thorpe-förfäderna var irländare och härstammade från den äldre av två bröder som, enligt familjetraditionen, var soldater under Cromwell under återerövringen av Irland. Båda belönades med mark. Ättlingarna till den yngre brodern – från grevskapet Carlow – var framgångsrika i Dublin som sheriffer och borgmästare, men de äldre förlorade sin mark och blev arrendatorer och handelsmän. Jeremy Thorpes farfars far, William Thorpe, var en polis i Dublin som, efter att ha varit arbetare, gick med i polisen som konstapel och steg till graden av polisintendent. En av hans många söner, John Thorpe, blev anglikansk präst och tjänstgjorde som ärkediakon i Macclesfield från 1922 till 1932. Ärkediakonens giftermål 1884 med en dotter från den förmögna anglo-irländska familjen Aylmer gav familjen Thorpe en betydande förmögenhet, liksom hans äldre dotter Olives giftermål in i den inflytelserika Christie-Miller-familjen i Cheshire. Både John Henry och Jeremy Thorpe skulle dra nytta av denna koppling, eftersom Christie-Millers betalade kostnaderna för deras utbildning.
Jeremy var sina föräldrars tredje barn efter två systrar. Hans uppväxt var privilegierad och skyddad, under vård av barnflickor och barnsköterskor tills han 1935 började på Wagners dagskola i Queen's Gate. Han blev en skicklig violinist och uppträdde ofta på skolkonserter. Även om John Henry Thorpe inte längre satt i parlamentet hade han behållit många av sina politiska kontakter och vänskaper, och ledande politiker underhölls regelbundet i Thorpes hem. En av de starkaste av dessa vänskapsband var den med familjen Lloyd George – Ursula Thorpe var en nära vän till den tidigare liberala premiärministerns dotter, Megan, som blev Jeremys gudmor. Den tidigare premiärministern David Lloyd George, som då och då besökte Jeremy, blev Jeremys politiska hjälte och förebild och hjälpte till att forma hans ambitioner för en politisk karriär i det liberala partiet.

## Utbildning

### Skolgång
I januari 1938 började Jeremy på Cothill House, en skola i Oxfordshire som förberedde pojkar för att komma in på Eton. I mitten av 1939 såg det ut som om det skulle bli krig, och familjen Thorpe flyttade från London till byn Limpsfield i Surrey där Jeremy gick på Hazelwood School. Kriget började i september 1939. I juni 1940, när en invasion hotade, skickades Thorpe-barnen att bo hos sin amerikanska moster Kay Norton-Griffiths i Boston. I september samma år började Jeremy på Rectory School i Pomfret, Connecticut. Han stannade där i tre i allmänhet lyckliga år. Hans huvudsakliga fritidsuppgift, mindes han senare, var att ta hand om skolans grisar. År 1943 ansågs det säkert för barnen att återvända till England, och John Henry använde sina politiska kontakter för att säkra en passage för Jeremy på Royal Navys kryssare HMS Phoebe.
Thorpe började på Eton i september 1943. Han visade sig vara en likgiltig elev, han saknade idrottslig begåvning, och även om han ytligt sett var en rebell mot konformitet, gav hans frekventa famlande till auktoriteter honom smeknamnet "Oily Thorpe". Han irriterade också sina skolkamrater genom att skryta med sin bekantskap med en rad kända och viktiga personer. Han förolämpade skolans traditionalister genom att avgå från skolans kadettstyrka och chockade andra genom att uttrycka sin avsikt att gifta sig med prinsessan Margaret, som då var nummer två i den brittiska tronföljden. Thorpe avslöjade inte mycket om sina år på Eton, förutom att han var medlem i skolorkestern och att han vann en pokal för sitt violinspel – han övervägde kort möjligheten till en karriär som professionell violinist. Hans tid på Eton överskuggades av hans fars död 1944, 57 år gammal.

### Oxford

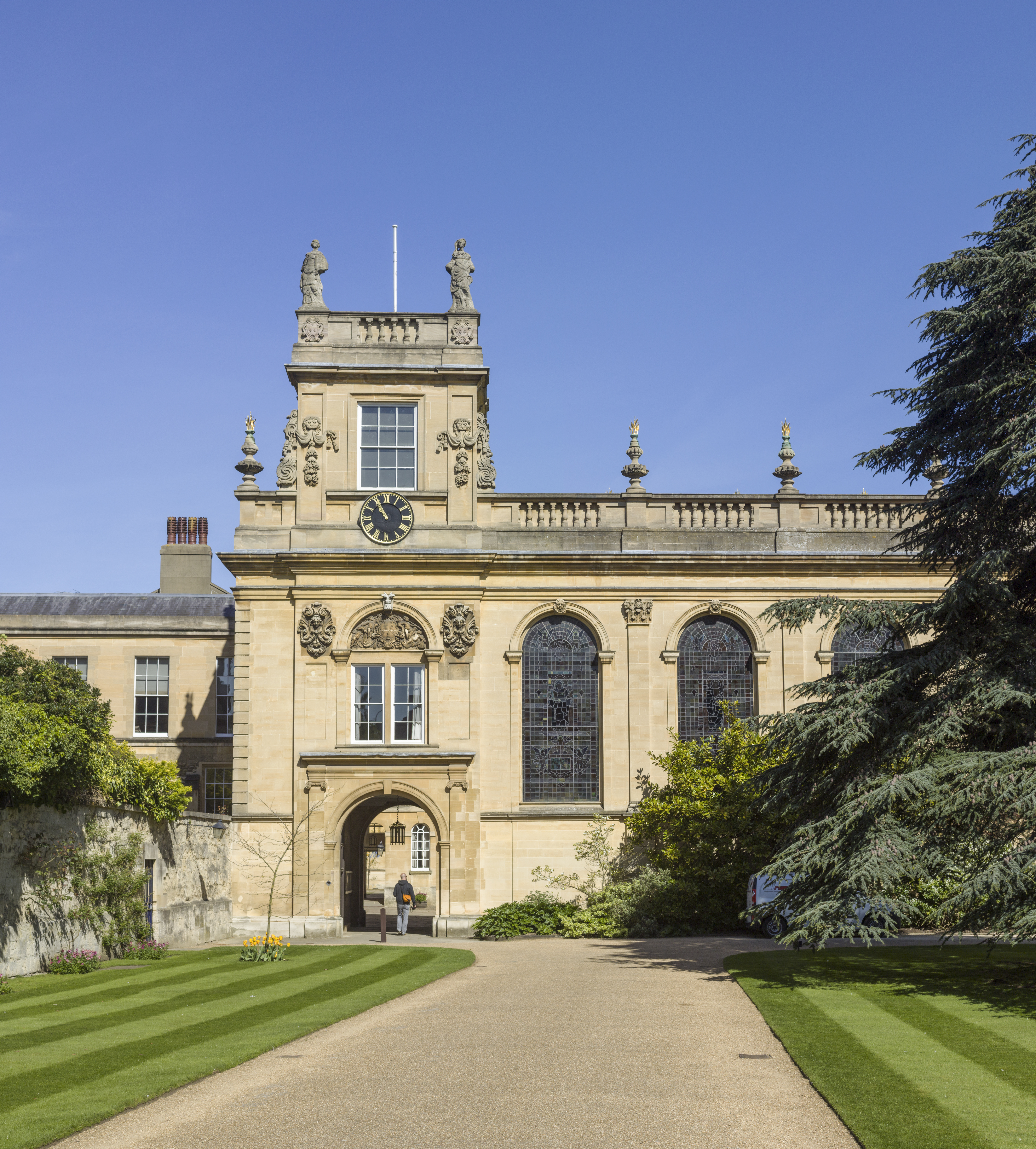
Trinity College, Oxford

Efter att ha säkrat en plats vid Trinity College, Oxford, lämnade Thorpe Eton i mars 1947. I september påbörjade han 18 månaders värnplikt, men inom sex veckor skrevs han ut av medicinska skäl efter att ha kollapsat under en överfallskurs. Eftersom hans plats i Oxford inte var tillgänglig förrän året därpå, arbetade Thorpe som tillfällig förberedande skollärare innan han antogs till Trinity den 8 oktober 1948.
Thorpe läste juridik, men hans främsta intressen i Oxford var politiska och sociala. Från sina tidigaste studiedagar drog han uppmärksamhet till sig genom sitt flamboyanta beteende. Enligt Thorpes levnadstecknare Michael Bloch gav hans "bleka utseende, mörka hår och mörka ögon och kantiga drag, honom en diabolisk utstrålning". Han var snabb att söka politiska poster, till en början i Oxford University Liberal Club (OULC) som, trots den svacka som drabbade det liberala partiet nationellt, var en blomstrande klubb med över 800 medlemmar. Thorpe valdes in i klubbens kommitté i slutet av sin första termin. I november 1949 blev han dess ordförande. Utanför Oxford visade Thorpe ett genuint engagemang för liberalismen i sina entusiastiska bidrag till partiets nationella valkampanjer, och när han fyllde 21 år i april 1950 ansökte han om att få sitt namn lagt till på partiets lista över möjliga parlamentskandidater.
Efter OULC blev Thorpe ordförande för Oxford University Law Society, även om hans främsta mål var att vara ordförande för Oxford Union, ett ämbete som ofta användes som en språngbräda till nationell berömmelse. Normalt sett tjänstgjorde blivande ordföranden först på förbundets lägre kontor, som sekreterare, kassör eller bibliotekarie, men Thorpe, som hade imponerat som en självsäker och kraftfull debattör, bestämde sig i början av 1950 för att försöka direkt bli ordförande. Han besegrades lätt av den framtida programledaren Robin Day. Hans målmedvetna strävan efter ämbeten, och de tvivelaktiga strategier han ibland använde, ledde till några bittra kampanjer, men han fick många anhängare och senare under 1950 slog han två formidabla utmanare – socialisten Dick Taverne och den konservative William Rees-Mogg – för att säkra ordförandeposten under andra terminen 1951.
Thorpes tid som president kännetecknades av den bredd av framstående gästtalare som han rekryterade, bland dem den blivande lordkanslern Lord Hailsham, advokaten och före detta liberala parlamentsledamoten Norman Birkett och humoristen Stephen Potter. Den tidskrävande karaktären hos hans olika ämbeten innebar att Thorpe behövde ett fjärde år för att slutföra sina juridikstudier, som avslutades sommaren 1952 med en tredje klassens hedersexamen.
I Oxford åtnjöt Thorpe många vänskapsband med sina samtida, av vilka många senare uppnådde utmärkelser. Dessa var nästan uteslutande med män. Trots detta identifierades han inte som medlem av någon av Oxfords homosexuella grupper. Han anförtrodde en vän att politiken gav honom den nödvändiga nivån av känslomässig upphetsning, vilket gjorde sexuella relationer onödiga. Således, menar Bloch, accepterades han av sina studiekamrater som "en i grunden asexuell karaktär, insvept i politik och sin karriär".

## Politisk karriär

### Parlamentskandidat
Efter att ha accepterats som en potentiell liberal parlamentskandidat letade Thorpe efter en valkrets. Vid de allmänna valen 1950 och 1951 hade partiets parlamentsledamöter minskat, först till nio, sedan till sex. Vissa kommentatorer såg ingen annan framtid än "ytterligare utmattning och ytterligare förluster för de två stora partierna". Journalisten Julian Glover skriver att Thorpes beslutsamhet att stanna kvar i partiet, trots dess elände, visade på ett mer principiellt engagemang för liberalismen än vad många kritiker har erkänt. Hans chanser att nå parlamentet skulle ha varit betydligt större inom antingen de konservativa partierna eller Labourpartiet.

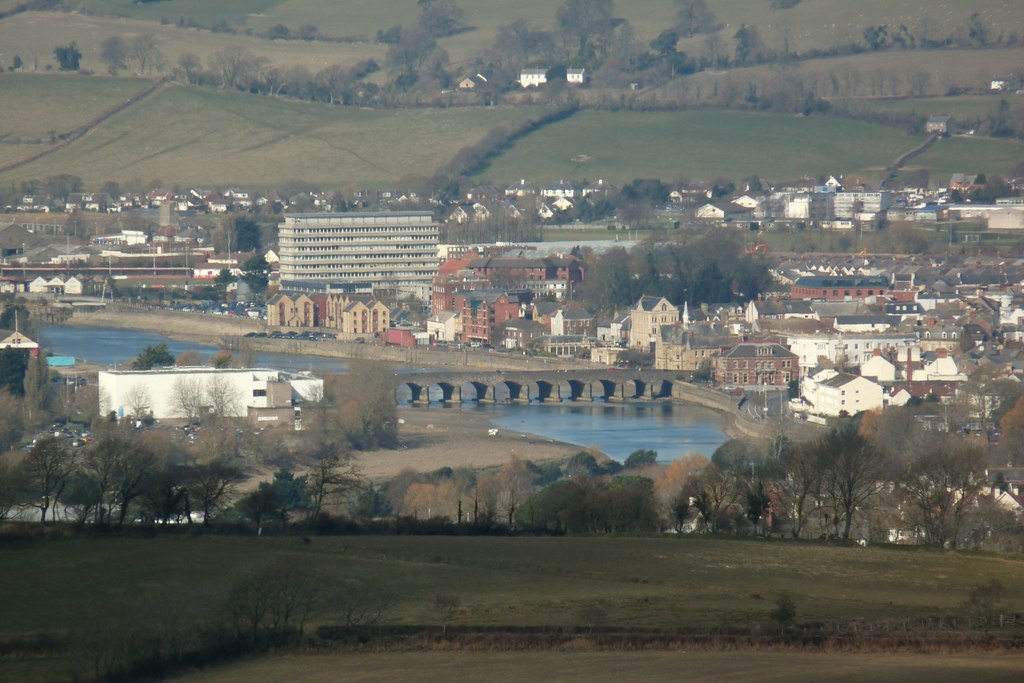
Barnstaple, i hjärtat av valkretsen North Devon

Till en början erbjöds den unge kandidaten möjligheten att efterträda partiledaren Clement Davies i Montgomeryshire i Wales, när Davies bestämde sig för att gå i pension. Eftersom det inte fanns några omedelbara utsikter till det, sökte sig Thorpe på annat håll, särskilt till Devon och Cornwall, där partiet hade långa traditioner och hade gjort respektabla val 1950 och 1951. I det valet hade Thorpe assisterat den liberale kandidaten för norra Cornwall, Dingle Foot, vars agent rekommenderade honom till den närliggande valkretsen North Devon. Det lokala partiet i Torrington var också angeläget om att anta Thorpe som sin kandidat, medan Foot såg honom som en möjlig efterträdare i norra Cornwall. Thorpe valde att kämpa mot North Devon, ett mandat som en gång innehafts av liberalerna trots att partiet 1951 hade hamnat på tredje plats efter de konservativa och Labour, med mindre än 20% av rösterna.
Thorpe antogs som North Devons liberala kandidat i april 1952. Hans politiska hållning stämde väl överens med andra unga aktivisters, som ansåg att partiet skulle erbjuda ett radikalt icke-socialistiskt alternativ till den konservativa regeringen. Han och andra grundade Radical Reform Group för att driva partiet i den riktningen. Han tillbringade mycket av sin fritid med att träffa väljarna i North Devon. På massmöten och genom dörrknackning blandade han lokala angelägenheter med påfallande liberala åsikter i större, internationella frågor som kolonialism och apartheid. När Anthony Eden, som hade efterträtt Winston Churchill som premiärminister, utlyste nyval i april 1955 förde Thorpe en energisk lokal kampanj. Han lyckades halvera den konservativa majoriteten i valkretsen och återbörda liberalerna till andra plats.

### Advokat och TV-journalist
I behov av ett avlönat yrke valde Thorpe juridiken, och i februari 1954 antogs Thorpe till advokatsamfundet i Inner Temple. Till en början hade han svårt att försörja sig på sina arvoden. Han behövde en annan inkomstkälla, och den fann han i TV-journalistiken. Thorpe var anställd av Associated-Rediffusion, först som ordförande för ett vetenskapligt diskussionsprogram, The Scientist Replies, och senare som intervjuare på stationens stora aktualitetsbyrå This Week. Bland annat reste han till Ghana 1957 för att bevaka landets självständighetsfirande, och 1958 rapporterade han från Jordanien om en komplott för att mörda kung Hussein. Thorpe var en skicklig programledare, och vid sidan av sitt TV-arbete blev han en regelbunden gäst i BBC:s radioprogram Any Questions?. År 1959 erbjöds han posten som chefskommentator av Associated Rediffusion, men eftersom villkoret var att han avstod från sin parlamentskandidatur avböjde han.
Under senare delen av 1950-talet jonglerade Thorpe sitt juridiska arbete och TV-arbete med sina politiska plikter i North Devon, där han arbetade outtröttligt för att bygga upp stöd. Från september 1956 leddes det liberala partiet av Jo Grimond, en mer modern figur än sin äldre föregångare Davies, och mer i samklang med Thorpes och Radical Reform Groups idéer. Efter en osäker inledning – liberalerna förlorade ett av sina sex mandat till Labour i ett fyllnadsval i februari 1957 – började Grimonds ledarskap ge resultat. Partiet gjorde bra ifrån sig i en rad fyllnadsval under 1957 och 1958, vilket kulminerade i en seger i Torrington i mars 1958 – ett mandat som partiet inte hade utmanat om i valet 1955. Thorpe, som hade haft en framträdande roll i Torringtonkampanjen, såg denna seger i en angränsande valkrets i Devon som ett förebud om sin egen framtida framgång.
Thorpes TV- och radioarbete hade gett honom ett visst mått av berömmelse, och hans färgstarka och individualistiska kampanjstil var allmänt beundrad. Journalisten Christopher Booker erinrade sig: "Han hade en extraordinär förmåga att både muntra upp sina anhängare och förlöjliga sina motståndare". Under hela 1950-talet levde Thorpe ett hemligt homosexuellt liv, vid en tidpunkt då all sådan verksamhet var olaglig i Storbritannien och belagd med hårda straff. Ett avslöjande skulle omedelbart ha gjort slut på hans politiska utsikter. Denna sexuella läggning, dold för den breda allmänheten, var känd och tolererad i North Devon, och misstänktes åtminstone av många i det bredare liberala partiet.

## Parlamentsledamot
Thorpes ansträngningar i North Devon bar frukt i valet i oktober 1959, då han vann platsen med en majoritet på 362 röster över sin konservative motståndare – det liberala partiets enda vinst i vad som allmänt sett var en valseger för Harold Macmillans konservativa regering. Den 10 november 1959 höll han sitt jungfrutal under en debatt om regeringens lokala sysselsättningsförslag. Han lyfte fram dåliga kommunikationer som den främsta orsaken till bristen på arbetstillfällen i North Devon och uppmanade regeringen att vidta omedelbara åtgärder.

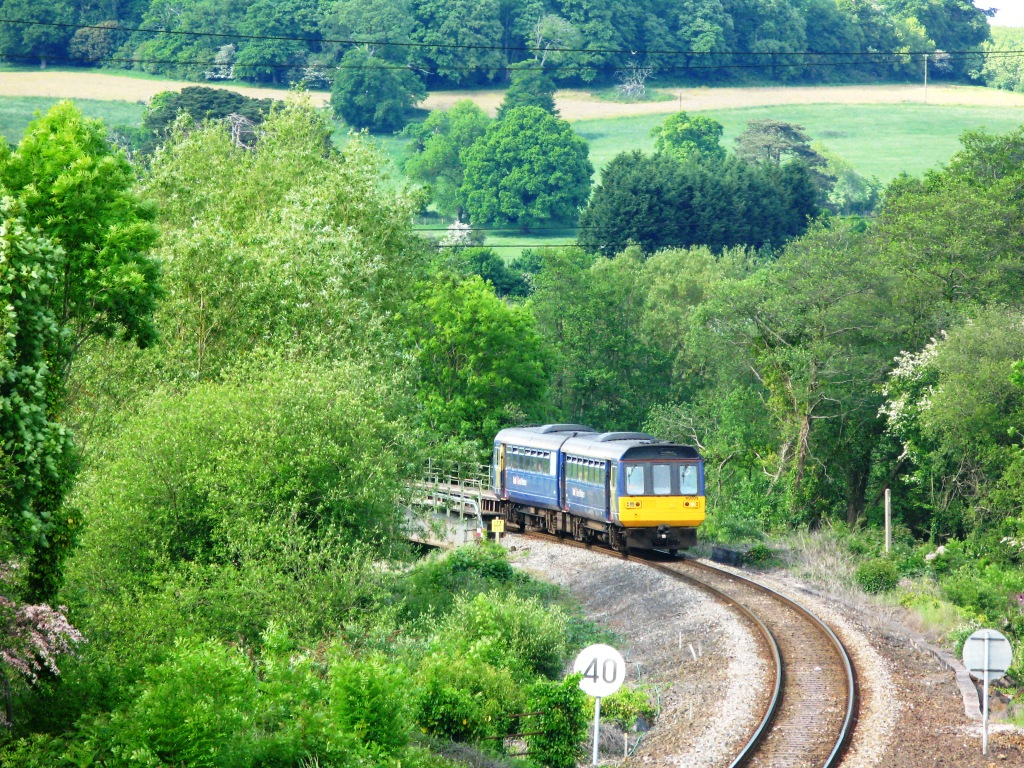
Järnvägslinjen mellan Barnstaple och Exeter, som överlevde nedskärningarna i Beeching

Thorpe var en flitig parlamentsledamot, aktiv i att främja lokala frågor – ett nytt allmänt sjukhus och en förbindelseväg till motorvägen Exeter-Taunton – och kampanjade framgångsrikt för att rädda järnvägslinjen mellan Barnstaple och Exeter från "Beeching axe". När det gäller bredare frågor gjorde han ingen hemlighet av sina åsikter som var emot hängning, invandrare och Europa, och som till stor del inte delades av hans väljare. Han kämpade för frihet från kolonial- och minoritetsstyre och var en uttalad motståndare till regimer som han ansåg vara förtryckande, som de i Sydafrika och den kortlivade Centralafrikanska federationen. Han var också känd för sin kvickhet och slagfärdighet. När Macmillan 1962, efter en rad katastrofer i fyllnadsvalet, avskedade en tredjedel av sitt kabinett, var Thorpes rapporterade kommentar, en invertering av den bibliska versen Joh 15:13, "Ingen har större kärlek än att han ger sina vänner för sitt liv".
Inom det liberala partiet hjälpte Thorpe till att grunda en informell organisation känd som "Winnable Seats", som riktade energi och finansiering till utvalda målgrupper. Denna strategi ledde till några bra fyllnadsval under 1961-62, som kulminerade i mars 1962 med segern i Orpington, där en konservativ majoritet på 14 760 röster förvandlades till en liberal majoritet på 7 855 röster. Dessa resultat åtföljdes av betydande framgångar för Liberalerna i kommunalvalen. Nationella opinionsundersökningar visade under en kort tid att partiet låg på jämbördiga villkor med Labour och de konservativa. Detta framsteg återspeglades knappt i resultatet av de allmänna valen i oktober 1964. Partiet nästan fördubblade sin andel av rösterna till 11,2%, men säkrade en nettovinst på bara två mandat. En av de nya liberalerna var Peter Bessell, som vann Bodmins mandat i Cornwall. I North Devon ökade Thorpe sin personliga majoritet till över 5 000.
Efter valet, som Labour vann med en knapp majoritet, sågs Thorpe av många som Grimonds naturliga efterträdare. Hans tal var i allmänhet höjdpunkterna på partiets årliga möten, och han stärkte sin ställning när han 1965 säkrade den viktiga posten som partikassör. Han visade sig vara en utmärkt finansiär, även om hans insisterande på personlig kontroll över en stor del av partiets medel väckte kritik och förbittring. I juli 1965, efter slutet av federationen Rhodesia och Nyasaland, reste Thorpe runt i Central- och Östafrika och besökte både Zambia och Rhodesia. Vid sin återkomst meddelade han premiärministern Harold Wilson att den helvita rhodesiska regeringen under Ian Smith skulle göra en ensidig självständighetsförklaring (UDI) före årets slut, såvida inte hotet om väpnat ingripande lät sig avskräckas. Wilson skulle inte tolerera att man använde trupper. UDI ägde rum den 11 november. I ett tal till den liberala församlingen i september 1966 fördömde Thorpe Wilsons hantering av Rhodesiafrågan ("missbedömd och felplanerad") och uppmanade FN-flygplan att bomba den järnvägsförbindelse genom vilken den rhodesiska regeringen fick sina oljeleveranser. Talet gladde de mer radikala elementen i det liberala partiet men upprörde många konservativa, som använde det hånfulla smeknamnet "Bomber Thorpe" under resten av Thorpes parlamentariska karriär.
I mars 1966 utlyste Wilson nyval i hopp om att förbättra sin knappa majoritet i parlamentet. Han gjorde det och ökade det till nästan 100. Även om Liberalernas totala andel av rösterna sjönk till 8,5%, ökade antalet parlamentsledamöter från nio till 12, vilket är en indikation på framgång i målinriktade kampanjer inom ramen för strategin "Winnable Seats". Thorpe drabbades av en personlig besvikelse i North Devon, där hans majoritet sjönk till 1 166.

## Partiledare

### 1967–1970
Efter valet 1966 anförtrodde Grimond högre partifunktionärer att han snart ville avgå från ledarskapet. Thorpe var nu den främste liberale parlamentsledamoten efter Grimond, och partiets mest profilerade medlem, även om ordförande för partiets organisationskommitté Tim Beaumont noterade i sin dagbok: "Jag är ganska säker på att han inte är särskilt populär inom det parlamentariska partiet". När Grimond slutligen avgick den 17 januari 1967 arrangerades ett val för att ersätta honom att äga rum inom 48 timmar, vilket lämnade lite tid för manövrer. De 12 liberala parlamentsledamöterna utgjorde hela väljarkåren. Efter den första valomgången hade Thorpe säkrat sex röster mot tre vardera för Eric Lubbock, parlamentsledamot från Orpington, och Emlyn Hooson som hade efterträtt honom i Montgomeryshire. Den 18 januari drog Lubbock och Hooson tillbaka sina kandidaturer och Thorpe förklarades som vinnare.
Som Liberalledare utgjorde Thorpe en tydlig kontrast till fotgängarbilderna av Wilson och Edward Heath, de konservativas ledare sedan mars 1965. Han var betydligt yngre och mycket mer telegenisk. Hans första år som ledare var problematiska. Han hamnade i konflikt med de unga liberalerna, som förespråkade en politik långt till vänster om den liberala huvudfåran. Deras krav på arbetarkontroll i nationaliserade industrier, brittiskt utträde ur Nato och massiva nedskärningar i försvarsbudgeten orsakade bittra dispyter inom partiet och skadade dess anseende. Vid denna tid var det politiska klimatet inte gynnsamt för en radikal politik. Wilson-regeringens snabba nedgång i impopularitet ledde till en skarp sväng åt höger bland väljarna. Vinnarna var de konservativa, som gjorde spektakulära fyllnadsvalsvinster på Labours bekostnad, medan liberalerna misslyckades med att få något verkligt genomslag. Missnöje mot Thorpes ledarskap uttrycktes inom ett år efter att han blivit vald, och kulminerade i juni 1968 när missnöjda äldre partimedlemmar gick samman med unga liberaler i ett försök att avsätta honom. Thorpe hade just gift sig med Caroline Allpass och var utomlands på smekmånad när konspiratörerna slog till. Tidpunkten för deras kuppförsök, som allmänt sågs som förräderi både inom och utanför partiet, gjorde att partistyrelsen stödde honom med 48 röster mot 2 när Thorpe återvände.
Thorpes äktenskap gav honom en period av känslomässig stabilitet. Sonen Rupert föddes i april 1969. Kort därefter fick Thorpe ett politiskt uppsving när Liberalerna oväntat vann ett fyllnadsval i Birmingham Ladywood, i ett tidigare säkert Labour-mandat. Detta var en enstaka framgång, och partiet mötte de allmänna valen i juni 1970 med föga förtroende. Resultaten rättfärdigade deras dystra föraningar. Partiets andel av rösterna sjönk till 7,5% och sju av dess tretton mandat, inklusive Ladywood, förlorades. Thorpe klarade sig med nöd och näppe kvar i North Devon, hans majoritet hade minskat till 369. Tre av hans kolleger hade jämförelsevis små majoriteter; bara Grimond, Hooson och Russell Johnston var relativt säkra. Heaths konservativa parti säkrade en majoritet på 30 platser.

### 1970–1974

Monumentet över Caroline Thorpe på Codden Hill, Bishop's Tawton. Den ritades av Clough Williams-Ellis och invigdes den 4 december 1971 av ärkebiskopen av Canterbury och biskopen av Crediton.

Efter Liberalernas dåliga valresultat hamnade Thorpe i skottgluggen, men kritiken kvävdes när Caroline Thorpe tio dagar efter valet dödades i en bilolycka. Under resten av 1970 och under en stor del av 1971 var Thorpe upptagen av sin förlust och sina planer på ett permanent minnesmärke över Caroline. Under tiden började partiet återhämta sig, främst genom att anamma "lokalpolitik" – engagemang i lokala snarare än nationella frågor – och uppnådde blygsamma framgångar i 1971 års lokalval.
I början av 1972, när monumentet över Caroline restes på Codden Hill, var Thorpe åter fullt engagerad i det politiska livet. I februari hjälpte han till att få igenom Underhusets lagförslag om Europeiska gemenskaperna, som godkände Storbritanniens anslutning till Europeiska ekonomiska gemenskapen. Lagförslaget motarbetades av Labour och en del konservativa. Genom att liera sitt parti med regeringen säkerställde Thorpe en majoritet på åtta röster för lagförslagets andra behandling, och det blev vederbörligen lag. I mitten av 1972 var Liberalernas framgångar på stark frammarsch. Allmänheten var lika besviken på de båda stora partierna, och lokalpolitiken visade sig vara populär. Imponerande resultat i lokalvalen följdes av sensationella resultat i fyllnadsvalen. I oktober 1972 vanns Rochdale från Labour, och året därpå uppnåddes fyra segrar över de konservativa: Sutton, Isle of Ely, Ripon och Berwick-upon-Tweed.
Den 14 mars 1973 gifte sig Thorpe med Marion Stein, en konsertpianist och tidigare hustru till George Lascelles, 7:e earl av Harewood. Paret hade förts samman ett år tidigare av en gemensam bekant, pianisten Moura Lympany. Året slutade mindre lyckligt för Thorpe, när andrahandsbankfirman London & County Securities, som han hade varit direktör för sedan maj 1971, kollapsade på grund av rykten om misskötsel och bedrägerier, vilket blev början på den andra bankkrisen 1973–1975. Detaljerna avslöjades inte förrän 1976. I februari 1974 utlyste Heath, vars regering hade plågats av oroligheter på arbetsmarknaden, ett allmänt val på frågan "Vem styr Storbritannien?". Under valkampanjen fanns det tecken på missnöje med både Heath och Wilson, och på ett uppsving i stödet för Liberalerna. Thorpe var övertygad om att partiet skulle göra ett betydande genombrott. På valdagen den 28 februari säkrade partiet sitt högsta nationella röstetal hittills, 6 miljoner, och sin högsta andel av rösterna (19,3%) sedan 1929. I systemet med First-past-the-post voting översattes dessa siffror till bara 14 platser. Thorpes majoritet i North Devon ökade till 11 072.

### Koalitionsförhandlingar

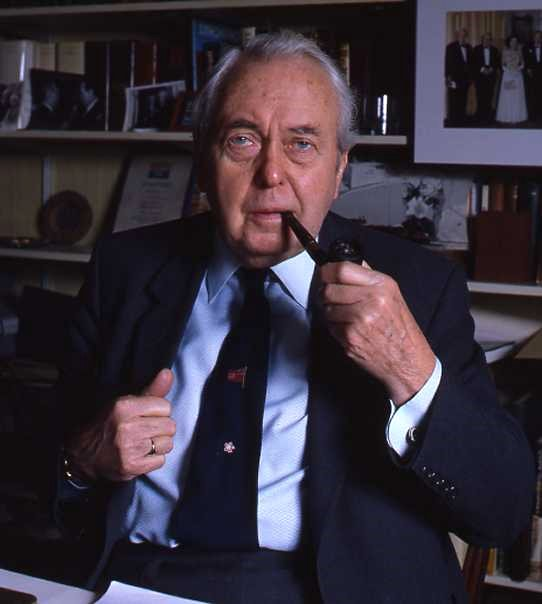
Harold Wilson, som bildade en Labourminoritetsregering i kölvattnet av de misslyckade koalitionssamtalen mellan Heath och Thorpe i mars 1974

Valet i februari 1974 gav upphov till ett hängt parlament; Varken Labour, med 301 mandat, eller de konservativa, med 297 mandat, fick egen majoritet. Som sig bör som sittande premiärminister avgick inte Heath i hopp om att övertala Liberalerna till en konservativt ledd koalition. Han träffade Thorpe den 2 mars för att diskutera möjliga grunder för samarbetet, och Heaths föredragna alternativ var en formell koalition där Thorpe skulle få en kabinettspost, och mindre ministerposter skulle tilldelas andra äldre liberaler. Eftersom de konservativa-liberala rösterna tillsammans uppgick till 57% av väljarkåren skulle en sådan regering, menade Heath, ha en viss moralisk legitimitet. Om Thorpe inte skulle acceptera en koalition skulle man kunna komma överens om en mindre formell grund för samarbete mellan partierna, vilket skulle göra det möjligt för den konservativa regeringen att behålla makten.
Dagen därpå, efter diskussioner med äldre kollegor, meddelade Thorpe Heath att ett åtagande om en valreform skulle vara en förutsättning för alla överenskommelser mellan de två partierna. Thorpe föreslog att Heath skulle inrätta en talmanskonferens vars rekommendationer om valreformer skulle, om de accepterades av Liberalerna, ligga till grund för kommande lagstiftning med fullt kabinettsgodkännande. Efter ytterligare överläggningar med sina partier möttes de två ledarna igen. Heath rapporterade att även om hans parti inte skulle motsätta sig en talmanskonferens, kunde de inte förbinda sig i förväg att acceptera dess rekommendationer, som skulle vara föremål för en fri omröstning i Underhuset. Detta var oacceptabelt för Thorpe, som då lade fram ett separat förslag om att en "nationell enhetsregering" skulle bildas för att ta itu med de akuta ekonomiska problem som landet stod inför. Denna idé avvisades av Heath, som avgick måndagen den 4 mars.
Thorpe medgav senare att en koalitionsöverenskommelse skulle ha slitit sönder partiet. De mer radikala elementen, i synnerhet ungliberalerna, skulle aldrig ha accepterat det. Vidare sa Thorpe att "även med vårt stöd skulle Heath inte ha haft en parlamentarisk majoritet". Utan vissa överenskommelser med de skotska nationalisterna eller Ulsterunionisterna kunde koalitionen ha fällts vid den första omröstningen om Queen's Speech. Efter Heaths avgång bildade Wilson en minoritetsregering för Labour.

### Sjunkande popularitet
Eftersom Harold Wilson inte hade en total majoritet efter valet i februari 1974 förväntades han allmänt utlysa ett nytt val inom en inte alltför avlägsen framtid. Han gjorde det i september 1974. Thorpe förutspådde en vändpunkt i Liberalernas framgångar och kampanjade under parollen "en stöt till" ("One more heave"), med sikte på ett fullständigt genombrott med en koalition som en sista utväg. Frasen tillskrivs reklamagenten och liberale parlamentskandidaten Adrian Slade. Den blivande ledaren för det liberala partiet, David Steel, kallade hela kampanjen för "en något mindre lyckad repris av februari". I valet i oktober 1974 fick Liberalerna över 700 000 färre röster och fick 13 parlamentsledamöter, en minskning med en, medan Wilson fick en total majoritet på tre röster.
Thorpe och Liberalerna var tillplattade av resultatet av valet i oktober 1974. Wilsons majoritet, om än knapp, förnekade Thorpe rollen som kungamakare, vilket lämnade Liberalerna utan en tydlig roll. Som Dutton observerar saknade Liberalerna, förutom att de varken var konservativa eller Labour, en distinkt identitet och deras politik var i stort sett okänd för allmänheten. Ett annat problem för partiet var skillnaden mellan dess aktivister, som var radikala långt till vänster om det officiella partiet, och en stor del av dess senaste anhängare som var missnöjda konservativa. Thorpe, vars personliga majoritet i North Devon hade sjunkit till under 7 000 i oktober, anförtrodde en medarbetare att om inte partiet snart skulle få ett betydande inflytande skulle hans dagar som ledare kunna vara räknade.
Under 1975 kampanjade Thorpe för en valreform, med hänvisning till det "stora röstrånet" året innan. Han argumenterade för att en proportionell valreform skulle leda till en centristisk stabilitet i brittisk politik som skulle gynna det brittiska näringslivet. I folkomröstningen i juni 1975 om Storbritanniens fortsatta medlemskap i EEG kampanjade Thorpe för ett "ja" tillsammans med pro-européerna från båda de stora partierna, och framträdde tillsammans med Heath (som nyligen ersatts som konservativ ledare av Margaret Thatcher) i Oxford Union. Folkomröstningen resulterade i ett godkännande av Storbritanniens medlemskap med två röster mot ett, men Thorpe misslyckades med att hejda nedgången i sitt partis valframgångar. I fyllnadsvalet i Woolwich West den 26 juni 1975 förlorade partiet mer än två tredjedelar av rösterna i oktober 1974, en "stor förödmjukelse" enligt The Guardian.

### Relation med Norman Scott
Thorpes homosexuella aktiviteter kom då och då till myndigheternas kännedom och utreddes av polisen. Information lades till i hans MI5-akt, men inte i något fall vidtogs åtgärder mot honom. År 1971 överlevde han en partiutredning efter ett klagomål mot honom från Norman Scott, en ridlärare och blivande modell. Scott hävdade att han i början av 1960-talet hade haft ett sexuellt förhållande med Thorpe, som därefter hade behandlat honom illa. Utredningen avfärdade anklagelserna, men faran som Scott representerade fortsatte att bekymra Thorpe som, enligt hans förtrogne David Holmes, kände att "han aldrig skulle bli säker med den mannen i närheten".
Scott (då känd som Norman Josiffe) hade träffat Thorpe för första gången i början av 1961 när den förstnämnda var en 20-årig stallpojke som arbetade för en av Thorpes rika vänner. Det första mötet blev kort, men nästan ett år senare besökte Scott, som då befann sig i London och var utblottad, Underhuset för att be parlamentsledamoten om hjälp. Thorpe erkände senare att en vänskap hade utvecklats, men förnekade att han hade någon fysisk relation. Scott hävdade att han hade blivit förförd av Thorpe natten efter Underhusets möte. Under de följande åren gjorde Thorpe flera försök att hjälpa Scott att hitta bostad och arbete, men Scott blev alltmer förbittrad på Thorpe och hotade med att avslöja honom.
1965 bad Thorpe sin parlamentskollega Peter Bessell att hjälpa honom att lösa problemet. Bessell träffade Scott och varnade honom för att hans hot mot Thorpe kunde betraktas som utpressning. Han erbjöd sig att hjälpa Scott att få ett nytt socialförsäkringskort, eftersom avsaknaden av ett sådant kort hade varit en långvarig källa till irritation. Detta lugnade ner saker och ting ett tag, men inom ett år återkom Scott och ringde igen. Med Thorpes samtycke började Bessell betala Scott ett "förskott" på 5 pund i veckan (motsvarande 120 pund år 2023), förmodligen som kompensation för de socialbidrag som Scott inte hade kunnat få på grund av sitt försvunna kort. Bessell uppgav senare att Thorpe 1968 övervägde olika sätt på vilka Scott skulle kunna tystas permanent. Han trodde att David Holmes skulle kunna organisera detta. Holmes hade varit best man på Thorpes bröllop och var honom fullkomligt lojal.
När Scott oväntat gifte sig den 13 maj 1969 verkade det som om problemet kanske var över, men 1970 hade äktenskapet tagit slut. I början av 1971 flyttade Scott till byn Tal-y-bont i norra Wales, där han blev vän med änkan Gwen Parry-Jones, för vilken han berättade sin historia om hur han blivit misshandlad av Thorpe. Hon vidarebefordrade informationen till Emlyn Hooson, som var parlamentsledamot för den angränsande walesiska valkretsen. Hooson påskyndade partiutredningen, som friade Thorpe. Efter Parry-Jones död året därpå hamnade Scott i en depression och var under en tid lugn. Med tiden började han berätta sin historia för alla som ville lyssna. 1974 var Thorpe, som befann sig på toppen av den liberala väckelsen, livrädd för att avslöjas som skulle kunna göra att han förlorade ledarskapet för Liberalerna. Som Dominic Sandbrook konstaterar i sin tidshistoria: "Insatserna hade aldrig varit högre; Att tysta Scott hade aldrig varit mer angeläget".

### Avgång

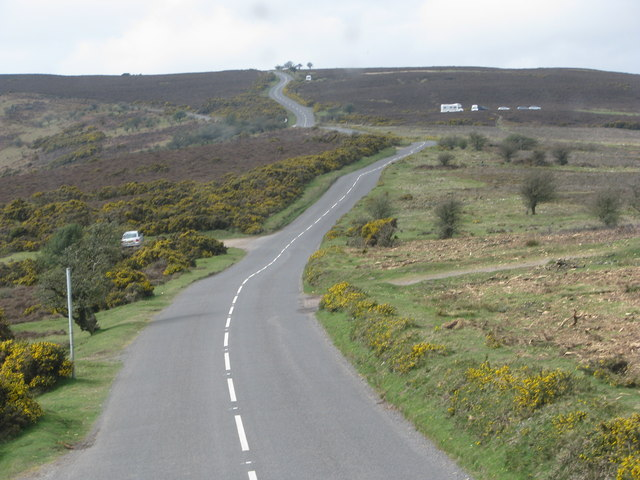
Porlock Hill i Somerset, platsen för Newtons försök att skjuta Scott.

Under årens lopp gjorde Scott flera försök att publicera sin historia, men inga tidningar var intresserade. Den satiriska tidskriften Private Eye slog i slutet av 1972 fast att historien "var ärekränkande, omöjlig att bevisa och framför allt var tio år gammal". I slutet av 1974 tog Holmes ledningen i främjandet av planer på att tysta Scott. Genom olika mellanhänder hittade han Andrew Newton, en flygbolagspilot, som sa att han skulle göra sig av med Scott för en avgift på mellan 5 000 och 10 000 pund. Under tiden skaffade Thorpe 20 000 pund från Sir Jack Hayward (motsvarande 333 000 pund 2023[127]), den Bahamas-baserade miljonären och affärsmannen som tidigare hade donerat till det liberala partiet, med motiveringen att detta var för att täcka valkostnader som uppkommit under 1974. Thorpe ordnade så att dessa medel i hemlighet kanaliserades till Holmes i stället för till partiet. Han förnekade senare att dessa pengar hade använts för att betala Newton, eller någon annan, som en del av en konspiration.
I oktober 1975 gjorde Newton ett misslyckat försök att skjuta Scott som resulterade i att Scotts grand danois Rinka dödades. Newton greps anklagad för innehav av ett skjutvapen med avsikt att äventyra liv, men pressen förblev dämpad och väntade möjligen på den större historien som de hoppades skulle komma fram. Deras tystlåtenhet upphörde i januari 1976 när Scott, i rätten anklagad för ett mindre socialförsäkringsbedrägeri, hävdade att han var förföljd på grund av sin tidigare sexuella relation med Thorpe. Detta uttalande, som gjordes i domstol och därmed skyddades från förtalslagarna, fick stor uppmärksamhet.
Den 29 januari publicerade handelsdepartementet sin rapport om kollapsen i London & County Securities. Rapporten kritiserade Thorpes underlåtenhet att undersöka företagets verkliga natur innan han involverade sig själv, "en varnande berättelse för alla ledande politiker". Thorpe åtnjöt en viss lättnad när hans tidigare kollega Peter Bessell, som hade avgått från parlamentet och flyttat till Kalifornien för att fly från en rad affärsmisslyckanden, dök upp igen i början av februari efter att ha upptäckts av Daily Mail. Bessell gav förvirrade redogörelser för sin inblandning med Scott men insisterade på att hans tidigare chef var oskyldig till något fel.
Den 16 mars 1976 inleddes rättegången mot Newton vid Exeter Crown Court, där Scott upprepade sina anklagelser mot Thorpe trots att åklagarens advokater försökte tysta honom. Newton befanns skyldig och dömdes till två års fängelse, men anklagade inte Thorpe. Urholkningen av det folkliga stödet för det liberala partiet fortsatte med flera dåliga fyllnadsvalsresultat i mars, vilket den tidigare ledaren Grimond tillskrev en ökande brist på förtroende för Thorpe. Den 14 mars publicerade The Sunday Times Thorpes svar på Scotts olika anklagelser under rubriken "Norman Scotts lögner". Ändå ansåg nu många av partiets ledande personer att Thorpe borde avgå.
Thorpes problem mångdubblades när Bessell, skrämd av sin egen ställning, erkände för Daily Mail den 6 maj att han i sina tidigare uttalanden hade ljugit för att skydda sin tidigare ledare. Scott hotade att publicera personliga brev från Thorpe som, för att förekomma honom, ordnade så att The Sunday Times tryckte två brev från 1961. Även om dessa inte entydigt tydde på att han hade gjort något fel, tydde deras ton på att Thorpe inte hade varit uppriktig om den sanna karaktären av sin vänskap med Scott. Den 10 maj 1976, under stigande kritik, avgick Thorpe från partiledningen, "övertygad om att en fast beslutsamhet att förgöra ledaren i sig kunde resultera i partiets undergång".

## Efter avgången

### Mellanspel

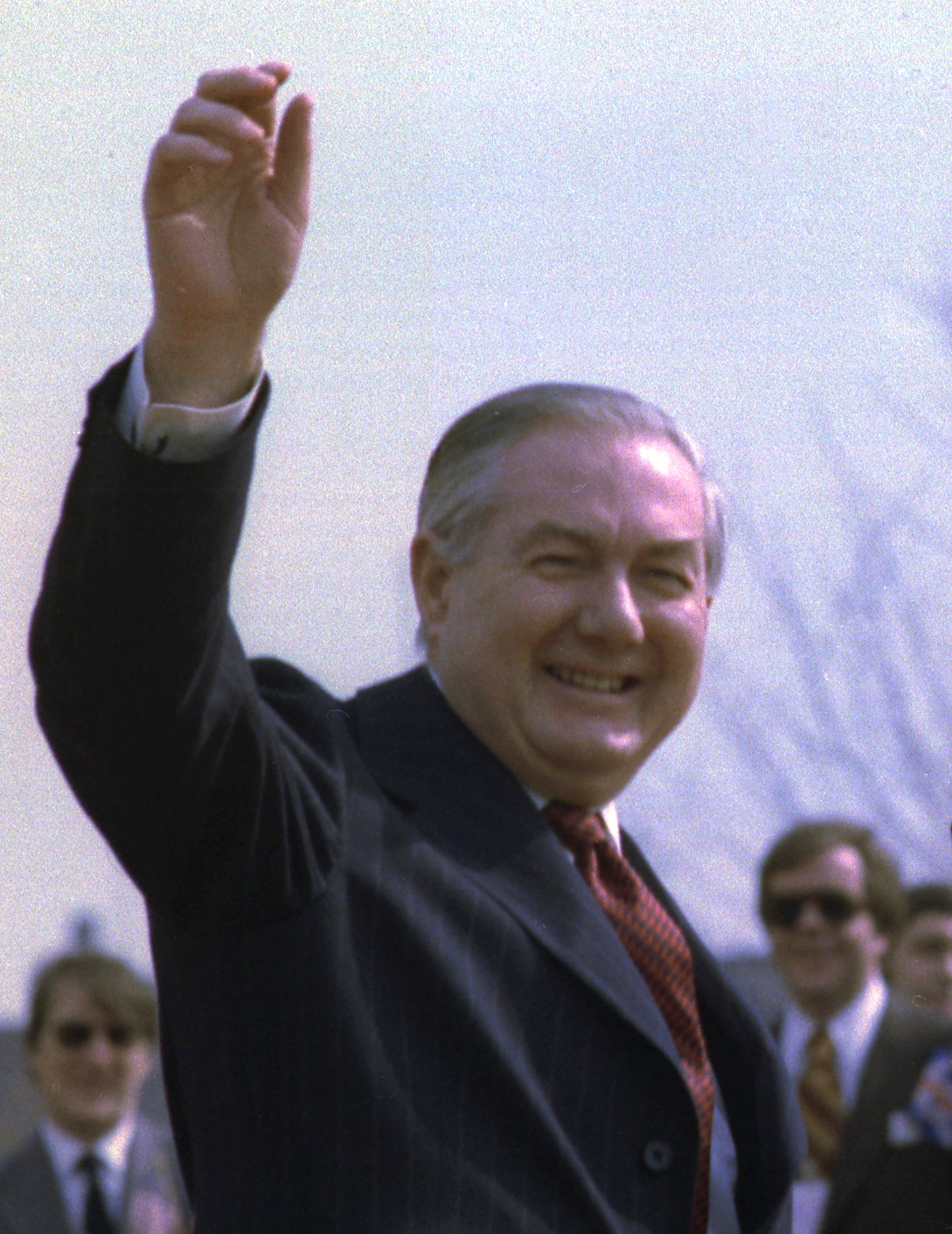
James Callaghan, premiärminister 1976-79, som regerade tack vare 1977 års Lib-Lab-pakt

Thorpes avgång gav honom en period av tillfälligt lugn. Den nye liberale ledaren David Steel gjorde honom till partiets talesman i utrikesfrågor, med ansvar för Europafrågor. Wilson hade vid den här tiden avgått som premiärminister och ersatts av James Callaghan. Thorpe lobbade hårt mot regeringen för att få till stånd en lagstiftning som skulle införa direkta val till Europaparlamentet. På den tiden utsågs Europaparlamentets ledamöter av medlemsstaternas parlament.
Förlusterna i fyllnadsvalen urholkade och förlorade slutligen Labours lilla majoritet i parlamentet, och i mars 1977 riskerade Callaghan att förlora en förtroendeomröstning som skulle ha påskyndat ett nyval. Opinionsundersökningar visade att ett val vid den tidpunkten skulle ha varit lika katastrofalt för Labour och Liberalerna. För att säkerställa den ömsesidiga överlevnaden kom man överens om en "Lib-Lab-pakt", där Liberalerna i utbyte mot vissa politiska eftergifter skulle stödja regeringen. Thorpe använde sitt inflytande för att insistera på att lagstiftning för direkta val till Europaparlamentet var en del av pakten, men han lyckades inte få igenom sitt huvudmål, ett åtagande om proportionell grund i dessa val. I parlamentet talade Thorpe för skotsk och walesisk självstyre och hävdade att det inte fanns något alternativ till självstyre förutom total separation. I de olika debatter som rörde den olösta frågan om Rhodesia tryckte Thorpe på för att få representanter från de afrikanska nationalisterna, i form av Patriotiska fronten, att delta i förhandlingarna om en fredlig lösning på det långvariga Rhodesiska bushkriget.
Även om pressen i allmänhet var tyst efter Thorpes avgång, undersökte reportrar honom fortfarande. De mest ihärdiga av dessa var Barry Penrose och Roger Courtiour, tillsammans kända som "Pencourt", som hade börjat med att tro att Thorpe var ett mål för sydafrikanska underrättelsetjänster, tills deras undersökningar ledde dem till Bessell i Kalifornien. Bessell, som inte längre täckte upp för Thorpe, gav reportrarna sin version av konspirationen för att mörda Scott, och Thorpes roll i den. Pencourts framsteg skildrades i Private Eye, till Thorpes stora förtret. När paret försökte förhöra honom utanför hans hem i Devon i början av 1977 hotade han dem med åtal.
Thorpes relativt fredliga mellanspel slutade i oktober 1977 när Newton, som släpptes från fängelset, sålde sin historia till London Evening News. Newtons påstående att han hade fått betalt "av en ledande liberal" för att döda Scott väckte sensation och ledde till en utdragen polisutredning. Under hela denna period strävade Thorpe efter att fortsätta sitt offentliga liv, både i och utanför parlamentet. I Underhuset den 1 augusti 1978, när det stod klart att han skulle åtalas för brott, frågade han justitieministern vilket kapitalbelopp som en sökande hade som skulle hindra honom från att få rättshjälp. Dagen därpå höll han sitt sista tal i kammaren, under en debatt om Rhodesia.
Den 4 augusti åtalades Thorpe, tillsammans med Holmes och två av Holmes medarbetare, för stämpling till mord på Scott. Thorpe anklagades dessutom för anstiftan till mord, på grundval av hans påstådda diskussioner 1968 med Bessell och Holmes. Efter att ha släppts mot borgen förklarade Thorpe sin oskuld och sin beslutsamhet att motbevisa anklagelserna. Trots att han förblev parlamentsledamot för North Devon drog han sig nästan helt tillbaka från offentligheten, med undantag för ett kort teaterframträdande vid liberalernas årsmöte 1978 den 14 september – till förtret för partiets ledare som hade bett honom att hålla sig borta.

### Valnederlag
I november 1978 framträdde Thorpe, Holmes och två av den senares affärsbekanta, John le Mesurier (en mattförsäljare, inte att förväxla med skådespelaren med samma namn) och George Deakin, inför domare i Minehead, Somerset, i en häktningsförhandling för att avgöra om de skulle ställas inför rätta. Rätten hörde bevis för en konspiration från Scott, Newton och Bessell. Det fick också reda på att Bessell fick 50 000 pund av The Sunday Telegraph för sin berättelse. Vid slutet var de fyra åtalade överlämnade till rättegång i Old Bailey. Detta var planerat att börja den 30 april 1979, men när regeringen föll i mars och ett allmänt val utlystes till den 3 maj sköts rättegången upp till den 8 maj.
Thorpe accepterade inbjudan från sitt lokala parti att kämpa för North Devons mandat, mot inrådan av vänner som var säkra på att han skulle förlora. Hans kampanj ignorerades i stort sett av det nationella partiet. Av dess ledande figurer var det bara John Pardoe, parlamentsledamot för norra Cornwall, som besökte valkretsen. Thorpe, stödd av sin fru, sin mor och några lojala vänner, kämpade hårt även om mycket av hans karakteristiska kraft saknades. Han förlorade mot sin konservative motståndare med 8 500 röster. Sammantaget fick de konservativa en majoritet på 43 mandat och Margaret Thatcher blev premiärminister. Det liberala partiets andel av rösterna sjönk till 13,8% och det totala antalet mandat från 13 till 11. Dutton tillskriver en stor del av nedgången i de liberala rösterna till den långvariga negativa publicitet som Thorpeaffären genererade.

## Rättegång och frikännande
Rättegången, som varade i sex veckor, inleddes den 8 maj 1979 inför domare Cantley. Thorpe försvarades av George Carman. Carman underminerade snabbt Bessells trovärdighet genom att avslöja att han hade ett betydande intresse av Thorpes fällande dom. I händelse av ett frikännande skulle Bessell bara få hälften av sitt tidningsarvode. Under sitt korsförhör med Scott den 22 maj frågade Carman: "Du visste att Thorpe var en man med homosexuella tendenser 1961?" Detta sneda erkännande av hans klients sexualitet var ett knep för att hindra åklagaren från att kalla vittnen som skulle vittna om Thorpes sexliv. Carman insisterade dock på att det inte fanns några tillförlitliga bevis för någon fysisk sexuell relation mellan Thorpe och Scott, som Carman avfärdade som "denna inbitna lögnare, sociala klättrare och snyltare".
Efter veckor då rätten fick höra åklagarsidans bevisning från häktningsförhandlingarna inleddes försvaret den 7 juni. Deakin vittnade om att även om han presenterade Newton för Holmes, hade han trott att detta var för att hjälpa till att hantera en utpressare – han visste ingenting om en konspiration för att döda. Deakin var den ende åtalade som vittnade. Thorpe och de andra valde att vara tysta och inte kalla några vittnen, på grund av att Bessells, Scotts och Newtons vittnesmål hade misslyckats med att lägga fram åklagarens sak.
Den 18 juni, efter slutanföranden av åklagare och försvarsadvokater, inledde domaren sin summering. Samtidigt som han framhöll Thorpes framstående offentliga meriter, var han svidande mot åklagarens huvudvittnen: Bessell var en "humbug", Scott en bedragare, en svamp, en gnällspik, en parasit – "men naturligtvis kunde han fortfarande tala sanning." Newton var "fast besluten att mjölka fallet så hårt han kan". Den 20 juni drog sig juryn tillbaka. De återvände två dagar senare och frikände de fyra åtalade på alla åtalspunkter. I ett kort offentligt uttalande sa Thorpe att han betraktade domen som "en fullständig upprättelse". Scott sa att han var "inte förvånad" över resultatet men var upprörd över de anklagelser om hans karaktär som domaren gjorde från sin ämbetsposition.

## Senare liv
Efter sitt frikännande meddelade Thorpe att han ämnade närvara vid 1979 års liberala församling och den kommande Liberala internationella kongressen i Kanada. Hans underlåtenhet att förklara sig under ed kritiserades allmänt i pressen, och den allmänna uppfattningen var att han hade haft tur som hade "kommit undan". Motvilligt accepterade Thorpe att det inte fanns någon framtida roll för honom inom det liberala partiet, och meddelade North Devon-föreningen att han inte skulle försöka kämpa för platsen igen. Steel uttryckte en förhoppning om att Thorpe, "efter en lämplig period av vila och återhämtning ... finna många vägar, där hans stora talanger kan komma till användning."
I sitt sökande efter en ny karriär sökte Thorpe utan framgång posterna som administratör för Aldeburgh Festival och rådgivare i rasrelationer till Greater London Council. Hans försök att starta om en karriär inom TV gick också i stöpet. I februari 1982 tillkännagavs det att han skulle bli chef för den brittiska sektionen av Amnesty International, men utnämningen motsattes av många av organisationens medlemmar, och han drog sig tillbaka från posten efter en månads kontroverser. Han behöll sin position som ordförande för den politiska kommittén i FN-förbundet, men 1985 ledde utvecklingen av Parkinsons sjukdom, som först hade diagnostiserats 1979, till att det mesta av hans offentliga verksamhet begränsades. Han fortsatte att bo i North Devon och 1987 accepterade han hedersordförandeskapet för North Devon Liberal Democrat Association, som bildades efter sammanslagningen av Liberalerna och SDP. Han trodde att han skulle kunna återvända till parlamentet som Life peer i Överhuset, men trots att vänner lobbade för honom vägrade det sammanslagna partiets ledning att rekommendera honom. Inom partiet i allmänhet stegrade känslorna för honom, och när han deltog i årskonferensen 1997 fick han stående ovationer.
1999 publicerade Thorpe en anekdotisk memoar, In My Own Time, en antologi om hans erfarenheter i det offentliga livet. I boken upprepade han sitt förnekande av alla sexuella relationer med Scott, och vidhöll att beslutet att inte lägga fram bevis fattades för att undvika att förlänga rättegången, eftersom det var tydligt att åklagarens fall var "genomsyrat av lögner, felaktigheter och medgivanden". Under valkampanjen 2005 framträdde Thorpe i TV och angrep både det konservativa partiet och Labourpartiet för att stödja Irakkriget. Tre år senare, 2008, gav han intervjuer till The Guardian och Journal of Liberal History. York Membery, den liberala tidskriftens intervjuare, fann att Thorpe endast kunde kommunicera i en knappt hörbar viskning, men med sin hjärnkapacitet obehindrad. Thorpe försäkrade att han "fortfarande hade ork kvar". När han granskade den nuvarande politiska situationen ansåg han att Labours premiärminister Gordon Brown var "tråkig och föga imponerande" och kallade den konservative ledaren David Cameron för "en bluff ... en Thatcher-anhängare som försöker framstå som progressiv". En del av Thorpes pro-europeism hade urholkats under årens lopp. Under sina sista år ansåg han att Europeiska unionen hade blivit för mäktig och inte tillräckligt ansvarig.

### De sista åren och döden
Thorpes sista offentliga framträdande var 2009, vid avtäckningen av en byst av honom själv i Grimond Room i Underhuset. Därefter höll han sig instängd i sitt hem, där han sköttes av Marion tills hon blev för sjuk. Hon avled den 6 mars 2014. Thorpe överlevde i ytterligare nio månader och dog av komplikationer av Parkinsons sjukdom den 4 december, 85 år gammal. Hans begravning ägde rum i Saint Margaret's Church i Westminster den 17 december.

## Arv
De flesta bedömare av Thorpes karriär betonar hans fall snarare än hans politiska prestationer, "ett fall som saknar motstycke i brittisk politisk historia", enligt Daily Telegraphs dödsruna. Även om Thorpe hoppades att ett frikännande skulle garantera att han främst skulle bli ihågkommen för sitt återupplivande av liberala framgångar på 1960- och 1970-talen, förstörde rättegången hans rykte oåterkalleligt. Åklagaren vid Old Bailey liknade fallet vid "en tragedi av verkligt grekiska eller shakespearianska proportioner – den långsamma men oundvikliga förintelsen av en människa genom stämpeln av en defekt".
Efter Thorpes död uppmärksammade sympatiska kommentatorer hans internationalism och socialliberalism, och lyfte fram hans långa engagemang i antiapartheidrörelsen, hans fördömanden av diktatorer, hans motstånd mot dödsstraffet och hans förkastande av rasism. Det råder bred enighet om att han var en enastående politisk förkämpe – övertygande, kvick och varm: "hans häpnadsväckande minne för ansikten övertygade väljarna om att de var nära vänner ... Hans påhittiga sinne gav upphov till skämt och stunts för varje tillfälle." Ett annat perspektiv på Thorpe, som citeras av Michael Bloch, gavs av en tidigare vän, konstexperten David Carritt, vid tiden för rättegången: "Självcentrerad ... Milt underhållande, lite olycksbådande. Sägs vara kvick, men ... Om man inte bryr sig om imitationer är han verkligen lite av en tråkmåns".
I sin bedömning av Thorpes 10 år som partiledare gav Nick Clegg honom äran för att ha tillhandahållit "den drivande kraften som fortsatte den liberala återupplivning som började under Jo Grimond", och Douglas Murray, som skrev för The Spectator, erkände hans strategi att identifiera och koncentrera sig på vunna mandat som grunden för det stora genombrottet för Liberaldemokraterna i valet 1997. Dutton intog i sin partihistoria en mer nyanserad syn och menade att trots Thorpes djärva stil och karisma "drev partiet iväg utan en känsla av övertygelse och underliggande syfte ... [och var] dominerad av taktik snarare än idéer". Thorpe placerade Liberalerna i den "moderata mitten", på samma avstånd från Labour och de konservativa, en strategi som var mycket framgångsrik i februari 1974 när missnöjet med de två största partierna var som störst, men som gjorde att partiets specifika identitet var höljd i dunkel och dess politik i stort sett okänd.
Den politiske journalisten Andrew Rawnsley beskrev Thorpe som en "dandy, exhibitionist, superb showman, ytlig tänkare, kvickhet och mimik, listig opportunist, ondskefull intrigmakare, idealistisk internationalist och en man med ett hemligt homosexuellt liv". Thorpe diskuterade aldrig sin sexualitet offentligt, även om han under hela sin politiska karriär levde ett dubbelliv – ansvarsfull politiker på dagarna medan han, enligt Murray, "nattetid inte bara var väldigt gay utan också bekymmerslös om att vara det". Författaren och programledaren Jonathan Fryer, som var gayaktivist inom det liberala partiet på 1970-talet, hävdade att Thorpe "inte kunde ha kommit ut, även om han hade velat". Hans dubbelmoral irriterade och alienerade de homosexuella liberalerna: "Han ville ha det bästa av två världar – sitt nöje och en familj."
I sin recension av Michael Blochs biografi skriver Murray: "Jeremy Thorpe hade hoppats på att bli ihågkommen som en stor politisk ledare. Jag antar att de alla gör det. Och kanske kommer han att bli ihågkommen längre än många andra politiker i hans ålder eller vår. Men det kommer alltid att vara för samma sak. Jeremy, Jeremy, pang, pang, vov, vov."

## I populärmedia
År 2009 försökte BBC filma en TV-biopic om Thorpes liv med Rupert Everett i titelrollen, men denna övergavs senare efter juridiska hot från Thorpe. A Very English Scandal, en true crime-skildring som täcker Thorpe/Scott-affären, av John Preston, publicerades den 5 maj 2016 av Viking Press. Boken beskrevs som "en politisk thriller, med angelägen dialog, väl iscensatta scener, eskalerande spänning och massor av cliffhangers, särskilt när rättegången börjar". En brittisk TV-serie i tre delar kallad En engelsk skandal baserad på Prestons bok, sändes på BBC i maj 2018, regisserad av Stephen Frears, med skådespelaren Hugh Grant i huvudrollen som Thorpe och Ben Whishaw som Norman Scott. Adam Macqueens kontrafaktiska thriller Beneath the Streets, som nominerades till Polaripriset 2021, är en fiktiv återberättelse av Thorpe-affären där den liberale ledaren lyckas döda Scott.

### Internetkällor
- Astor, David (27 February 1982). ”Mr Jeremy Thorpe and Amnesty”. The Times:  s. 5. http://find.galegroup.com/ttda/newspaperRetrieve.do?sgHitCountType=None&sort=DateAscend&tabID=T003&prodId=TTDA&resultListType=RESULT_LIST&searchId=R1&searchType=BasicSearchForm&currentPosition=13&qrySerId=Locale%28en%2C%2C%29%3AFQE%3D%28tx%2CNone%2C21%29amnesty+international%3AAnd%3ALQE%3D%28da%2CNone%2C23%2902%2F01%2F1982+-+04%2F30%2F1982%24&retrieveFormat=MULTIPAGE_DOCUMENT&userGroupName=wes_ttda&inPS=true&contentSet=LTO&&docId=&docLevel=FASCIMILE&workId=&relevancePageBatch=CS85690971&contentSet=UDVIN&callistoContentSet=UDVIN&docPage=article&hilite=y.  [inloggning kan krävas]
- Beaumont, Timothy (June 1997). ”The Election of Jeremy Thorpe to the Liberal Leadership”. Liberal Democrat History Group Newsletter:  sid. 5–6. http://www.liberalhistory.org.uk/wp-content/uploads/2014/10/15_beaumont_the_election_of_jeremy_thorpe.pdf.
- Dorey, Peter (2009). ”Asking Too Much and Offering Too Little?”. Journal of Liberal History:  sid. 28–36. http://www.liberalhistory.org.uk/wp-content/uploads/2014/10/61_Dorey_Asking_too_much.pdf.
- Glover, Julian (31 May 2015). ”Jeremy Thorpe, 1929–2014”. Jeremy Thorpe, 1929–2014. Liberal Democrat History Group. http://www.liberalhistory.org.uk/history/thorpe-jeremy/.
- Horsnell, Michael (5 March 1982). ”Thorpe quits after Amnesty protests”. The Times:  ss. 1. http://find.galegroup.com/ttda/newspaperRetrieve.do?sgHitCountType=None&sort=DateAscend&tabID=T003&prodId=TTDA&resultListType=RESULT_LIST&searchId=R1&searchType=BasicSearchForm&currentPosition=17&qrySerId=Locale%28en%2C%2C%29%3AFQE%3D%28tx%2CNone%2C21%29amnesty+international%3AAnd%3ALQE%3D%28da%2CNone%2C23%2902%2F01%2F1982+-+04%2F30%2F1982%24&retrieveFormat=MULTIPAGE_DOCUMENT&userGroupName=wes_ttda&inPS=true&contentSet=LTO&&docId=&docLevel=FASCIMILE&workId=&relevancePageBatch=CS17664613&contentSet=UDVIN&callistoContentSet=UDVIN&docPage=article&hilite=y.
- Ingham, Robert (2004). ”Bessell, Peter Joseph”. doi:10.1093/ref:odnb/61814. http://www.oxforddnb.com/view/article/61814.
- Landale, James (4 December 2014). ”Obituary: Jeremy Thorpe”. BBC News. https://www.bbc.co.uk/news/uk-politics-20414373.
- Membery, York (Summer 2008). ”Interview: Jeremy Thorpe”. Journal of Liberal History:  sid. 23–25. http://www.liberalhistory.org.uk/wp-content/uploads/2014/10/59_Membery_Thorpe_interview.pdf.
- Moore, Richard (4 December 2014). ”Jeremy Thorpe: MP who revived Liberal Party fortunes”. The Independent. https://www.independent.co.uk/news/people/jeremy-thorpe-mp-who-revived-liberal-party-fortunes-but-whose-career-was-ended-by-his--trial-for-attempted-murder-9904558.html.
- Murray, Douglas (5 January 2015), ”The damning, shocking, depressing life of Jeremy Thorpe”, The Spectator, http://blogs.spectator.co.uk/culturehousedaily/2015/01/the-damning-shocking-depressing-life-of-jeremy-thorpe/
- Rawnsley, Andrew (18 January 2015). ”Jeremy Thorpe review – Michael Bloch's gripping and insightful biography”. The Observer. https://www.theguardian.com/books/2015/jan/18/jeremy-thorpe-review-michael-bloch-gripping-insightful-biography.
- Rosenbaum, Martin (6 December 2014). ”Jeremy Thorpe: Was there an establishment cover-up?”. BBC News. https://www.bbc.co.uk/news/uk-politics-30349535.
- Stratton, Allegra (28 January 2008). ”Jeremy Thorpe: I remember the lot”. Jeremy Thorpe: I remember the lot. https://www.theguardian.com/politics/2008/jan/28/liberaldemocrats.uk.
- Tail, Stephen (4 December 2014). ”Former Liberal leader Jeremy Thorpe dies”. Former Liberal leader Jeremy Thorpe dies. Liberal Democrat Voice. http://www.libdemvoice.org/former-liberal-leader-jeremy-thorpe-dies-43644.html.